# Gustave Roussy
Gustave Roussy (24 de novembro de 1874 - 30 de setembro de 1948) foi um médico neurologista francês.